# Bas Princen
Bas Princen (* 1975 in Zeeland, Königreich der Niederlande) ist ein niederländischer Künstler und Fotograf.

## Werdegang
Bas Princen studierte bis 1998 Produktdesign an der Design Academy Eindhoven und bis 2002 Architektur am Postgraduate Laboratory for Architecture am Berlage Institut in Rotterdam.
Sein fotografischer Schwerpunkt liegt im Bereich von Architektur und Landschaft. Hierbei erforscht er die Zusammenhänge, Schnittstellen und Transformation von natürlicher Umwelt und urbanen Landschaften.
Bas Princen beschrieb in einem Vortrag seine Arbeit folgendermaßen: „My work originates from architecture [...]. Then it has something to do with photography and it kind of ends up in the art world. But I’m never sure where exactly it fits.“ (dt.: „Meine Arbeit entstammt der Architektur [...]. Dann hat es etwas mit Fotografie zu tun und landet irgendwie in der Kunstwelt. Aber ich bin mir nie sicher, wo es genau hinein passt.“).

## Ausstellungen und Monografien (Auswahl)

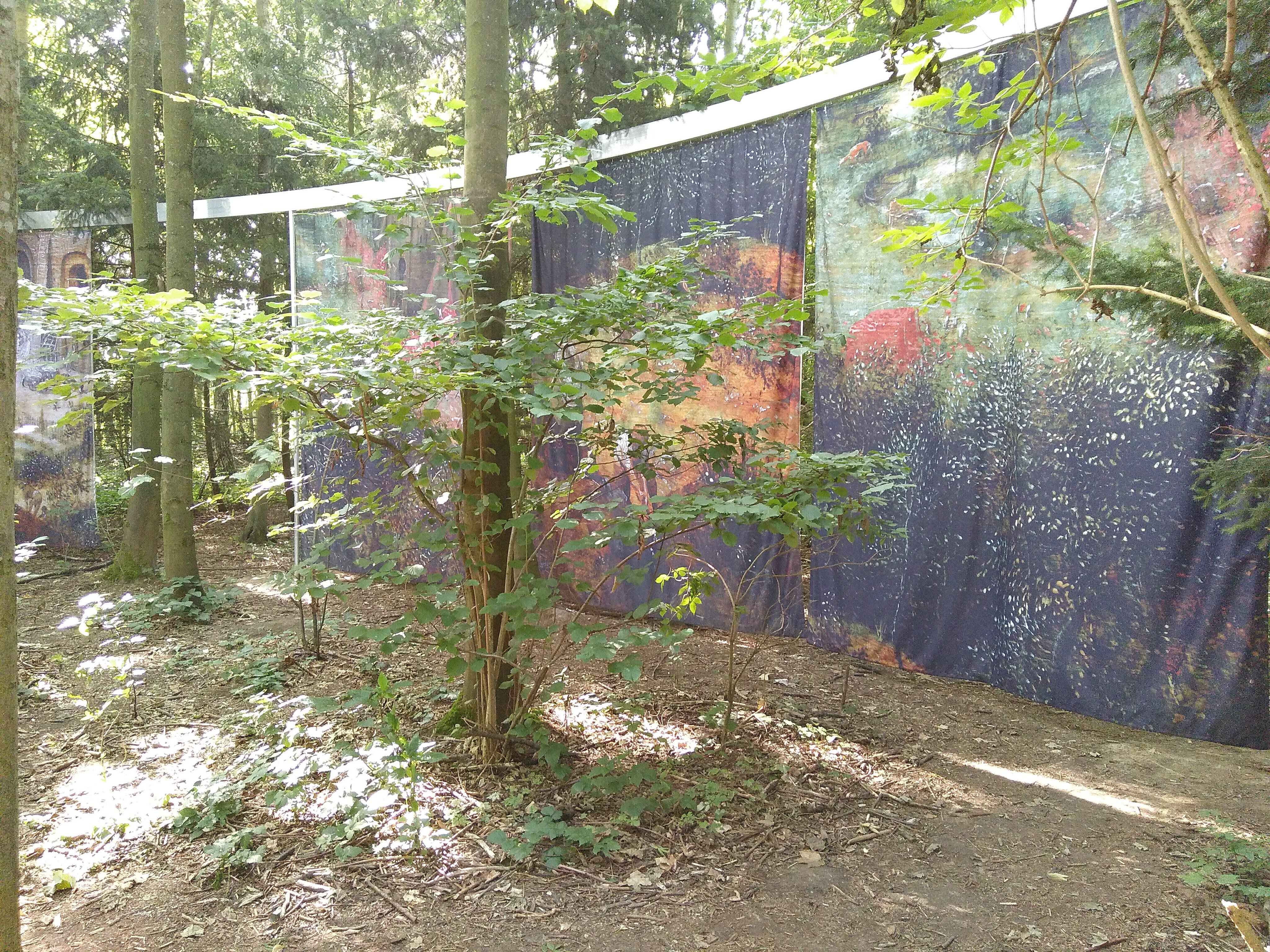
Model for a Tower, 2019. With Office KGDVS

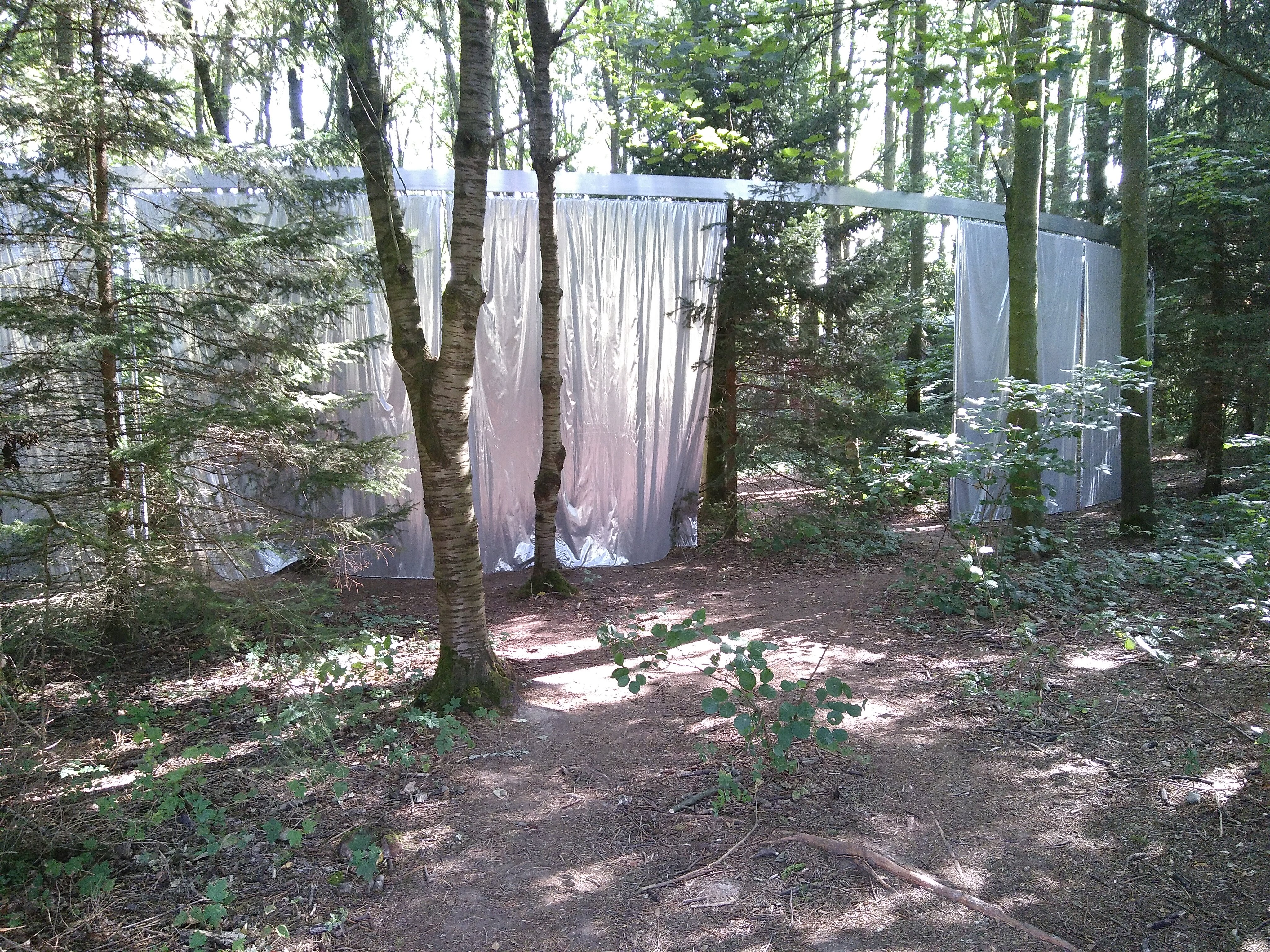
Model for a Tower, 2019. With Office KGDVS

### Einzelausstellungen
- 2008: Bas Princen, Galeria Naturale Linea di confine, Rubiera, Italien
- 2008: Landscape fictions mit Milica Topalović, Innsbruck, Österreich
- 2009: Utopian Debris II, Kunstmesse Amsterdam, Amsterdam, Niederlande
- 2010: Five Cities, Van Kranendonk Gallery, Den Haag, Niederlande
- 2010: Refuge, Depo, Istanbul, Türkei
- 2010: Refuge, Storefront for Art and Architecture, New York City, USA
- 2010: Refuge, National Gallery, Amman, Jordanien
- 2010: Five cities, Townhouse Gallery, Kairo, Ägypten
- 2010: Refuge, AUB, Beirut, Libanon
- 2010: Five cities, Institut Néerlandais, Paris, Frankreich
- 2011: Utopian Debris, De Singel, Antwerpen, Niederlande
- 2011: La Casa dell Architettura, Rom, Italien
- 2014: Constructing Worlds, Barbican Art Gallery, London, England
- 2016: Earth Pillar, Solo Gallery, Paris, Frankreich
- 2018: Bas Princen. Image and Architecture, Vitra Design Museum, Weil am Rhein

### Gruppenausstellungen
- 2008: Post it city, CCCB, Barcelona, Spanien
- 2008: Nature as Artifice, Kröller-Müller Museum, Arnhem, Niederlande
- 2008: Nature as Artifice, Neue Pinakothek, München
- 2008: Miami Photo, Van Kranendonk Gallery, Miami, USA
- 2008: Biacs3, Sevilla art Biennale, Sevilla, Spanien
- 2009: Periphery, Centro de Arte Dos de Mayo (CA2M), Madrid, Spanien
- 2009: Nature as Artifice, George Eastman House, Rochester, USA
- 2009: Architecture Biennial Rotterdam, NAI, Rotterdam, Niederlande
- 2009: Nature as Artifice, Aperture Gallery, New York City, USA
- 2010: Dialogue 2010, DCC (Dutch Culture Centre) Shanghai, China
- 2010: Close to Home, fotofest Rotterdam, Hilton Hotel Rotterdam, Niederlande
- 2010: People in Architecture, Biennale Venedig (Arsenale), mit Office KGDVS, Venedig, Italien
- 2010: Paramaribo perspective, TENT., Rotterdam, Niederlande
- 2010: A Journey into the world of the Ottomans, Orientalist Museum, Doha, Katar
- 2012: Buckminster Fuller, Museum of Modern Art, San Francisco, USA

### Monografien
- Bas Princen: Artificial Arcadia, 010 Publishers, Rotterdam 2004, ISBN 90-6450-511-X.
- Bas Princen: Five cities portfolio, Sun Publishers, Amsterdam 2009, ISBN 978-90-8506-963-8.
- Bas Princen: Reservoir, Hatje Cantz Verlag, Ostfildern 2010, ISBN 978-3-7757-2832-4.

## Preise
- 2010: Silberner Löwe für Gartenpavillon mit OFFICE KGDVS auf der 12. Architekturbiennale Venedig[2]